# Ветрова, Тамара Викторовна
Тамара Викторовна Ветрова (род. 5 декабря 1955, Свердловск-45) — советский и российский прозаик, эссеист, писатель-фантаст, педагог, автор многочисленных эссе, посвящённых детскому литературному творчеству.

## Биография
Тамара Ветрова (в девичестве — Тамара Иоффе) родилась в городе Свердловск-45 (ныне Лесной), где училась в школе № 71.
В 1979 г. окончила Уральский государственный университет им. А. М. Горького, филологический факультет. Преподавала в средней школе, с 1992 года — в Детской школе искусств Лесного.
В 2016-м переехала на постоянное жительство в Версаль (Франция).

## Творчество
После окончания университета начала писать в жанре фантастики. Первые публикации — на страницах журнала «Уральский следопыт», в антологиях «Сказки уральских писателей» (издательство «Банк культурной информации»), «Шаг на дорогу» («Средне-Уральское книжное издательство»). В это же время знакомится с В. Крапивиным, чьё творчество оказало сильное влияние на ранние тексты.
Поворотным моментом стало сотрудничество с журналом «Магазин» под общим руководством М. Жванецкого, главный редактор И. Иртеньев. Т. Ветрова становится постоянным автором «Магазина» и лауреатом премии этого журнала в 1999 г. Писательница разрабатывает собственное направление флэш-рассказов, в которых соединяет элементы джазовой импровизации, фантасмагории и пародии.
После закрытия журнала в 2000 г. начинает писать фантастические, иронические и детективные повести. Постоянный автор журнала «Урал», публикуется в изданиях «Сетевая словесность», «Стетоскоп», «Textonly», «Зарубежные задворки», «Фантастика. Знание-сила».
С 2008 г. постоянный автор журнала «Человек и закон».
Т. Ветрова создает отдельное направление, точно обозначенное в заглавии рубрики журнала «Урал» — альтернативная филология. Художественный мир писателя осмысляется через взгляд на текст «изнутри», а не «извне» — через опыт стилизации текстов и мистификации фактов биографии.
Абсурд, фабуляция, рэди-мэйд фольклорных текстов и политических выступлений, стилизация школьных диктантов, справочных статей и других текстов нелитературного характера указывают на близость Т. Ветровой к литературе постмодернизма.
Т. Ветрова — поклонник «классического», «английского» детектива. Узкий круг действующих лиц, сценическое триединство места, времени и действия, непрофессиональный сыщик, уютная обстановка и мягкий юмор. Своими учителями она считает Д. Д. Карра и Р. Ван Гулика.

## Преподавательская деятельность
Т. Ветрова преподавала словесность на гуманитарном отделении Детской школы искусств г. Лесной. Основная цель курса — развить читательскую культуру, основываясь на принципе М. А. Рыбниковой «от маленького писателя к большому читателю». В ходе уроков активно использовала элементы игровой практики, словесной и сценической импровизации, интеграцию различных видов искусств. Авторская программа «Искусство сочинительства в вопросах и ответах» опубликована в журнале «Искусство в школе» в 2008 г.
Выпускники Т. Ветровой — победители областных и общероссийских конкурсов литературного творчества. Т. Ветрова — победитель регионального конкурса «XXI век: педагогика, искусство, творчество».
Постоянный автор журналов «Искусство в школе» и «Литература», так же публиковалась в журналах «Искусство и образование», «Мир образования».

## Критика
После опубликования Тамарой Ветровой сатирических повестей о Лесном ("Сгоревший идол", "Владимир Владимирович Путин созерцатель облаков" и др.), где прототипами большинства героев она сделала конкретных, узнаваемых по должностям и роду деятельности жителей города, у значительной части лесничан содержание вызвало возмущение. Они сочли эти публикации оскорблением и намеренным желанием автора представить их город в негативном свете.

### Книги
- Ветрова Тамара. Кремлёвские звёзды / Екатеринбург : ИП Ковалёва И. А., 2009. — 192 ; ISBN 978-5-9901929-1-1.

### Журнальные публикации
- «Сгоревший идол» (журнал «Урал», 2002);
- «Владимир Владимирович Путин, созерцатель облаков» (журнал «Урал», 2005);
- «Правда о сгоревшем идоле» (журнал «Урал», 2005);
- «Луна — Кремль; Палец из космоса и другие» (журнал «Урал», 2006);
- «Детектив под Рождество» (журнал «Урал», 2007);
- «Невозвращенец Н. В. Гоголь» (журнал «Урал», 2008);
- «Кепка» (журнал «Урал», 2009);
- «Гроб для Даниила Хармса» (журнал «Урал», 2011);
- «Три Е» (журнал «Урал», 2011);
- «Гофман» (журнал «Урал», 2013);
- «Скорбные люди» (журнал «Зеркало», 2013);
- «Два рассказа о смерти» (журнал «Зеркало», 2015);
- «Смерть вошла в дом» (журнал «Крещатик», 2016);
- «Город двойников» (журнал «Крещатик», 2018);
- «Привёл чёрта» (журнал «Крещатик», 2019);
- «Возвращение Голубого дракона» (журнал «Крещатик», 2019);
- «Часы над сквером» (журнал «Крещатик», 2020);
- «Кафе „Киото“» (журнал «Крещатик», 2021).